# 430 pr. n. št.
Stoletja: 6. stoletje pr. n. št. - 5. stoletje pr. n. št. - 4. stoletje pr. n. št.
Desetletja: 480. pr. n. št. 470. pr. n. št. 460. pr. n. št. 450. pr. n. št. 440. pr. n. št. - 430. pr. n. št. - 420. pr. n. št. 410. pr. n. št. 400. pr. n. št. 390. pr. n. št. 380. pr. n. št.
Leta: 435 pr. n. št. 434 pr. n. št. 433 pr. n. št. 432 pr. n. št. 431 pr. n. št. - 430 pr. n. št. - 429 pr. n. št. 428 pr. n. št. 427 pr. n. št. 426 pr. n. št. 425 pr. n. št.

## Dogodki
- v Atenah izbruhne kuga, kar vodi k odstavitvi Perikla.

## Rojstva
- Ksenofont, antični grški pisec, po poreklu iz Aten († 354 pr. n. št.)

## Smrti
- Kleostrat, astronom, (približni datum) (* 500 pr. n. št.)
- Zenon, grški filozof, matematik (približni datum) (* 495 pr. n. št.)